# Neoephemera youngi
Neoephemera youngi is een haft uit de familie Neoephemeridae. De wetenschappelijke naam van de soort is voor het eerst geldig gepubliceerd in 1953 door Berner.
De soort komt voor in het Nearctisch gebied.